# 2073
- Wikisource

| Calendário gregoriano                                                        | 2073 MMLXXIII                       |
| Ab urbe condita                                                              | 2826                                |
| Calendário arménio                                                           | 1523 – 1524                         |
| Calendário bahá'í                                                            | 229 – 230                           |
| Calendário budista                                                           | 2617                                |
| Calendário chinês                                                            | 4769 – 4770 Início a 7 de fevereiro |
| Calendário copta                                                             | 1789 – 1790                         |
| Calendário etíope                                                            | 2065 – 2066                         |
| Calendários hindus - Vikram Samvat - Calendário nacional indiano - Cáli Iuga | 2128 – 2129 1994 – 1995 5173 – 5174 |
| Calendário Holoceno                                                          | 12073                               |
| Calendário islâmico                                                          | 1496 – 1497                         |
| Calendário judaico                                                           | 5833 – 5834                         |
| Calendário persa                                                             | 1451 – 1452 Início a 20 de março    |
| Calendário rúnico                                                            | 2323                                |
| Calendário solar tailandês                                                   | 2616                                |

2073 (MMLXXIII, na numeração romana) será um ano comum do século XXI que começará num domingo, segundo o calendário gregoriano. A sua letra dominical será A. A terça-feira de Carnaval ocorrerá a 7 de fevereiro e o domingo de Páscoa a 26 de março. Segundo o horóscopo chinês, será o ano da Serpente, começando a 7 de fevereiro.

| Evento                                                   | Data            | Hora  |
| -------------------------------------------------------- | --------------- | ----- |
| Aquário                                                  | 19 de janeiro   | 11:37 |
| Peixes                                                   | 18 de fevereiro | 01:35 |
| primavera no hemisfério norte e outono no hemisfério sul |                 |       |
| Carneiro/equinócio                                       | 20 de março     | 00:13 |
| Touro                                                    | 19 de abril     | 10:48 |
| Gémeos                                                   | 20 de maio      | 09:29 |
| verão no hemisfério norte e inverno no hemisfério Sul    |                 |       |
| Caranguejo/solstício                                     | 20 de junho     | 17:07 |
| Leão                                                     | 22 de julho     | 03:55 |
| Virgem                                                   | 22 de agosto    | 11:11 |
| Outono no Hemisfério Norte e Primavera no Hemisfério Sul |                 |       |
| Balança/equinócio                                        | 22 de setembro  | 09:15 |
| Escorpião                                                | 22 de outubro   | 19:08 |
| Sagitário                                                | 21 de novembro  | 17:11 |
| inverno no hemisfério norte e verão no hemisfério sul    |                 |       |
| Capricórnio/solstício                                    | 21 de dezembro  | 06:50 |

| UTC: Portugal Continental, Madeira, Guiné-Bissau e São Tomé e Príncipe Subtrair (-): 1 h nos Açores e Cabo Verde 2 h nas Ilhas oceânicas brasileiras 3 h em Brasília, em Goiás, na Amazônia Oriental Brasileira e no nordeste, sudeste e sul brasileiros 4 h na Amazônia Ocidental Brasileira, Mato Grosso e Mato Grosso do Sul 5 h no Acre e sudoeste do Amazonas Adicionar (+): 1 h em Angola e Guiné Equatorial 2 h em Moçambique 8 h em Macau 9 h em Timor-Leste. |
| Adicionar uma hora durante a vigência do horário de verão: Portugal Continental : De 26 de março a 29 de outubro de 2073 |

| Ano completo                    |
| ------------------------------- |
| Ano comum com início ao domingo |

## Eventos esperados e previstos
- Ano da Serpente de Água, segundo o horóscopo chinês.

Fevereiro
- 6 a 7 de fevereiro - Eclipse solar parcial[1]
- 21 a 22 de fevereiro - Eclipse lunar total[2]

Agosto
- 3 de agosto - Eclipse solar total[3]
- 17 a 18 de agosto - Eclipse lunar total[4]